# بنتوتی
بنتوتی (به ایتالیایی: Benetutti) یک کومونه در ایتالیا است که در استان ساساری واقع شده‌است.

## خصوصیات
بنتوتی ۹۴٫۴ کیلومترمربع مساحت و ۲٬۰۰۹ نفر جمعیت دارد و ۴۰۶ متر بالاتر از سطح دریا واقع شده‌است.